# 마니교통
마니교통(摩尼交通)은 인천광역시의 시내버스 회사이며, 본사는 인천광역시 서구 원창동에 있다. 사명은 강화도에 위치한 마니산에서 유래되었다.

## 주요 연혁
- 2017년 3월 22일: 인천광역시 서구 경명대로에서 자본금 50,000,000원으로 설립.
- 2019년 5월 25일: 자본금을 200,000,000원으로 증액.
- 2020년 3월 22일: 본점 주소를 서구 경명대로에서 현 위치인 서구 원창로로 이전.
- 2022년 5월 1일: 영종운수로부터 인천 본토 노선인 7, 42, 47, 81번 버스 양도받음.
- 2023년 4월 6일: 대한민국 최초로 1400번 노선에 유니버스 FCEV 3대를 도입.

## 운행 노선

### 간선버스
| 운행노선 | 운행구간        | 운행구간 | 운행구간                 | 배차간격 (분) | 인가 대수 | 비고                          |
| -------- | --------------- | -------- | ------------------------ | ------------- | --------- | ----------------------------- |
| 7번      | 청라 BRT 차고지 | ↔        | 동인천역                 | 15 - 17       | 13        | 영종운수로부터 양도 받은 노선 |
| 42번     | 청라 BRT 차고지 | ↔        | 구월아시아드은빛호수공원 | 10 - 12       | 11        | 영종운수로부터 양도 받은 노선 |
| 47번     | 원창동 마니교통 | ↔        | 서창 공영 차고지         | 18 - 20       | 14        | 영종운수로부터 양도 받은 노선 |
| 81번     | 원창동 마니교통 | ↔        | 송도제2차고지            | 16 - 18       | 14        | 영종운수로부터 양도 받은 노선 |

### 광역버스
| 운행노선 | 운행구간     | 운행구간 | 운행구간           | 배차간격 (분) | 인가 대수 | 비고                            |
| -------- | ------------ | -------- | ------------------ | ------------- | --------- | ------------------------------- |
| 1000번   | 경남아너스빌 | ↔        | 서울역             | 15 - 25       | 13        | 삼화고속으로부터 양도 받은 노선 |
| 1400번   | 인천터미널   | ↔        | 서울역             | 20 - 30       | 14        | 세운교통으로부터 양도 받은 노선 |
| 1500번   | 롯데마트     | ↔        | 서울역             | 20 - 60       | 16        | 삼화고속으로부터 양도 받은 노선 |
| 9500번   | 부평역       | ↔        | 시민의숲양재꽃시장 | 20 - 30       | 13        | 세운교통으로부터 양도 받은 노선 |

### 과거 보유 노선
- ● 1501번: 계양구청 ~ 서울역 (삼화고속으로부터 양도 받은 노선, 1500번에 통합)

## 보유차량
KGM커머셜
- 에디슨모터스 E-화이버드

현대자동차
- 현대 뉴 슈퍼 에어로시티
- 현대 저상 뉴 슈퍼 에어로시티
- 현대 일렉시티
- 현대 뉴 프리미엄 유니버스 스페이스 럭셔리
- 현대 뉴 프리미엄 유니버스 엘레강스 FCEV
- 현대 뉴 프리미엄 유니버스 럭셔리

## 사업장 현황
- 본점: 인천광역시 서구 원창로 20 (원창동)